# Brunskuldret våge
Brunskuldret våge (Parabuteo unicinctus) lever i Syd- og Mellemamerika og i den sydlige del af USA. Navnet har den fået efter sine rødbrune partier på skuldrene. Den er også blevet kaldt brunvinget våge.
Som de fleste andre våger har den brede, afrundede vinger og en lang hale.